# Dypsis monostachya
Dypsis monostachya – gatunek palmy z rzędu arekowców (Arecales). Występuje endemicznie na Madagaskarze, w prowincji Toamasina.
Rośnie w bioklimacie wilgotnym, jak i suchym. Występuje na wysokości do 1000 m n.p.m.